# Steinbruch Hellefeld
Der Steinbruch Hellefeld, auch Steinbruch Stemmberg oder Steinbruch Hilgenroth genannt, liegt westlich von Hellefeld im Stadtgebiet von Sundern im Hochsauerlandkreis am Stemmberg. Der 15 ha große Steinbruch wird von der Firma Rudolf Hilgenroth GmbH & Co. KG betrieben. Der Steinbruch Hellefeld ist großteils vom Landschaftsschutzgebiet Sundern umgeben. Östlich grenzt das Naturschutzgebiet Wäldchen am Stemmberg an.

## Infos zum Steinbruch
In dem Steinbruch wird seit 1966 Kalkstein abgebaut, der im Hilgenroth-Beton- und Asphaltwerk weiterverarbeitet wird. Seit 1996 ist ein Kleemann Prallbrechers mit nachgeschaltetem Silo im Betrieb. Das Asphaltwerk hat eine Kapazität von 160 Tonnen je Stunde. 2013 übernahm die Rudolf Hilgenroth GmbH & Co. KG den etwa 7 Kilometer weiter östlichen liegenden Steinbruch Hainberg. Der dort abgebaute Kalkstein wird zum Hauptwerk gefahren und dort im Hilgenroth-Beton- und Asphaltwerk weiterverarbeitet. Die künftige Gesamt-Abbaumenge im Steinbruch Hainberg wurde 2013 auf 3,9 Millionen Tonnen Gestein geschätzt. Nach der Übernahme beantragte der Betrieb für die nächsten 30 Jahren eine Fördermenge von 130.000 Tonnen pro Jahr.
Seit etwa 20 Jahren (?) wird in bereits abgebauten Bereichen eine Boden- und Bauschuttdeponie betrieben. Die Deponie gehört zur Deponieklasse I. Der Betrieb ist ein zertifizierter Entsorgungsfachbetrieb für Straßenbeläge. Es werden Asphalt, Beton, Straßen- und RC-Baustoffe zu Recyclingbaustoff recycelt. Auch Kohlenteer wird aufbereitet.
Bei einem Unfall im August 2019 wurde ein Mitarbeiter im Förderband eingeklemmt. Ein Rettungshubschrauber flog den Verletzten in eine Unfallklinik.

## Gesteine, Mineralien und Fossilien im Steinbruch
Der Mineralienatlas listet für den Steinbruch die Gesteine Alaunschiefer, Grauwacke, Karbonat-Sedimente, Kohlenkalk, Lydit, Sandstein und Schiefer sowie die Fossilien Chonetidina, Chonetoidea, Conodonta, Orthoceras, Ostracoda, Prolecanites und Pterinopectinidae auf.
Ferner sind beim Mineralienatlas und bei Mindat bisher folgende Mineralfunde dokumentiert (Stand 2025): Anatas, Ankerit, Aragonit und dessen Varietät Eisenblüte, Asbolan, Baryt, Calcit, Chalkopyrit, Crandallit, Dickit, Dolomit, Gips, Goethit, Jarosit, Kakoxen, Kaolinit, Koninckit, Lepidokrokit, Markasit, Muskovit und dessen Verwitterungsprodukt Illit, Perhamit, Pyrit, Quarz und dessen mikrokristalline Varietät Chalcedon, Siderit, Strengit, Türkis, Variscit und Wavellit sowie das eisenhaltige Mineralgemenge Limonit.

## Östliche Erweiterungsfläche im Naturschutzgebiet Wäldchen am Stemmberg
Die westliche Hälfte vom Naturschutzgebiet Wäldchen am Stemmberg, 2019 mit dem Landschaftsplan Sundern durch den Kreistag des Hochsauerlandkreises als Naturschutzgebiet ausgewiesen, ist im Regionalplan Arnsberg als Fläche zur Sicherung und Abbau oberflächennaher Bodenschätze dargestellt. Diese Hälfte kann bei einer rechtskräftigen Abgrabungsgenehmigung als Steinbruch genutzt werden. Die Ausweisung als Naturschutzgebiet erlischt dann. Da der Flächenbesitzer die Erweiterungsfläche nicht verkauft, kam es bisher nicht zu einer Erweiterung nach Osten. Ihm gehört der südöstlich gelegene Bauernhof.